# Tomorrica (flod)
Tomorrica er en flod i det sydøstlige Albanien . Floden Tomorrica er en venstre biflod til Devoll, der løber ud i Adriaterhavet i det sydøstlige Albanien. Floden, der er 42 kilometer lang, har sit udspring i 1800 meters højde i   Tomorr-bjergenes sydlige skråninger på  Mietabjerget (Maja e Mietës, 2.024 m).  Dens afvandingsområde er 376 km², og samler vandet fra  Tomorr-bjergene i vest og Ostrovicë-bjergene i øst. I  den  nedre del af flodenkommer  bifloderne fra venstre: Velica, Leshnica, Kushova og Bregas.